# Peterd
Peterd község Baranya vármegyében, a Siklósi járásban. A Drávaszög legészakibb falva.

## Fekvése
Siklóstól északkeletre, Pécsdevecser északnyugati szomszédjában fekszik.
Határszélét nyugaton érinti a Pécs-Siklós közti 5711-es út is, központja tekintetében azonban zsáktelepülésnek tekinthető, mert közúton csak Pécsdevecseren keresztül érhető el, az 57 131-es számú mellékúton.

## Története
A falu és környéke ősidők óta lakott hely volt, területén bronzkori, és római korból származó leletek (pénzérme, tégla) kerültek felszínre. Az Árpád-korban már lakott települést az oklevelek 1276-ban említették először Petherd, Peturd néven a feltételezések szerint. A nehézséget az okozza, hogy a vármegyében 5 Peterd és 3 Petre település is volt. 1283-ban Peturd, 1332-1335 között Petund, Peturd, Peterd formában írták. 1276-1283 körül Peterdi Bolosey faluja volt. 1332-ben  végzett adóösszeíráskor papja 40 bani pápai tizedet fizetett.
Peterd a török időkben is lakott maradt. Az 1554-es defteri összeírás szerint 21, az 1565-ös összeírás szerint 18 adózó családfő élt a faluban. A település lakói a 16. század elején protestánssá, majd a század végére, az 1574-es nagyharsányi protestáns hitvita idején, unitáriussá váltak.
1701-ben 11 család élt az akkor Magyar Peterd-nek nevezett községben. Ez a 11 család 1703 tájékán református egyházhoz csatlakozott. Ezt a szájhagyomány is megerősíti, ugyanis a peterdieket sokáig ariánusoknak csúfolták.
A faluba később szerbek, a 18. században pedig németek is letelepedtek, a szerbek később kitelepültek a faluból.
A 20. század elején Baranya vármegye Pécsi járásához tartozott. Ekkoriban az egykézés miatt nagy népességcsökkenés jellemezte a falut, majd 21. század eleji nagy munkanélküliség miatt az 1910-es 584 főről 2001-re 212 főre csökkent a lakosság.

## Közélete

### Polgármesterei
- 1990–1994: Henik Lajos (független)[7]
- 1994–1998: Henik Lajos (független)[8]
- 1998–2002: Henik Lajos (független)[9]
- 2002–2006: Henik Lajos (független)[10]
- 2006–2010: Henik Lajos (független)[11]
- 2010–2014: Klasz Józsefné (független)[12]
- 2014–2019: Koskáné Barka Ibolya Irén (független)[13]
- 2019–2024: Koskáné Barka Ibolya Irén (független)[14]
- 2024– : Rácz Lajos (független)[1]

## Népesség
1910 évi népszámlálás adatai szerint Peterdnek 584 lakosa volt, ebből 553 fő magyar, 27 német, 4 horvát nemzetiségű. A népességből 359 fő római katolikus, 210 református, 12 izraelita volt.
A 2001. évi népszámlálási adatok szerint ekkor a településnek 212 lakosa volt, 2008-ban pedig 202 lakost számoltak össze a faluban.
A 2011-es népszámlálás szerint a 189 fős lakosságnak etnikailag 95,1%-a magyar, kis részük német (3,3%), cigány (2,7%) és román (1,6%) volt. A lakosság többsége római katolikus (47,8%), fennmaradó része felekezeten kívüli (22%), református (17%), ismeretlen (11%) vagy egyéb (2,2%) vallású volt.
2022-ben a lakosság 91,1%-a vallotta magát magyarnak, 4,9% németnek, 2% cigánynak, 0,5% horvátnak, 0,5% egyéb, nem hazai nemzetiségűnek (7,9% nem nyilatkozott; a kettős identitások miatt a végösszeg nagyobb lehet 100%-nál). Vallásuk szerint 32,5% volt római katolikus, 13,3% református, 1% egyéb katolikus, 19,7% felekezeten kívüli (33% nem válaszolt).
A település népessége az elmúlt években az alábbi módon változott:
- 1709: 12 fő[18]
- 1990: 212 fő[19]
- 1991: 200 fő[19]
- 1992: 196 fő[19]
- 1993: 185 fő[19]
- 1994: 187 fő[19]
- 1995: 204 fő[19]
- 1996: 197 fő[19]
- 1997: 194 fő[19]
- 1998: 201 fő[19]
- 1999: 194 fő[19]
- 2000: 185 fő[19]
- 2001: 212 fő[19]
- 2002: 221 fő[19]
- 2003: 218 fő[19]
- 2004: 215 fő[19]
- 2005: 233 fő[19]
- 2006: 227 fő[19]
- 2007: 202 fő[19]
- 2008: 202 fő[19]
- 2009: 204 fő[19]
- 2010: 213 fő[19]
- 2011: 189 fő[19]
- 2012: 188 fő[19]
- 2013: 201 fő[19]
- 2014: 199 fő[19]

| Lakosok száma | 212  | 185  | 194  | 185  | 218  | 202  | 213  | 201  | 187  | 209  |
|               | 1990 | 1993 | 1997 | 2000 | 2003 | 2007 | 2010 | 2013 | 2021 | 2024 |

## Idegen elnevezései
A településnek három horvát neve is van. A belvárdgyulai horvátok Peterdának, a szalántai horvátok Peternek, az olasziak pedig Petarnak nevezték a falut.

## Nevezetességei

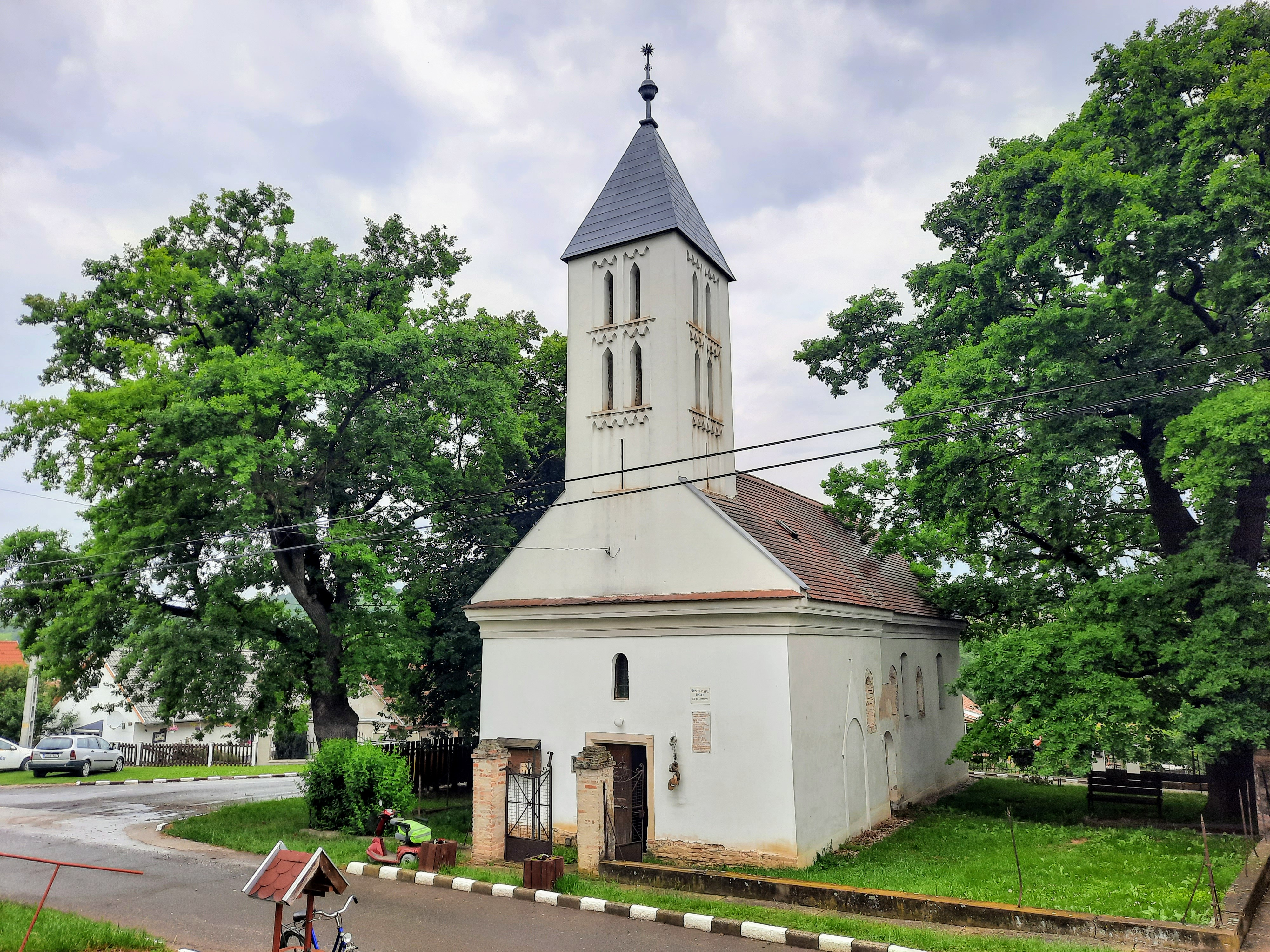
A peterdi református templom

- Református templom: Árpád-kori katolikus templom volt egykor, majd a 16. század elején protestánssá lett. A török hódoltság idején a szájhagyomány szerint le akarták bontani a törökök, de a Bán család 300 forinton megváltotta, és egy félhold került a templom tornyára.[21] 1768-ban bővítették a templomot, és nyerte el református jellegét.[22] A templom 7,06 méter széles, 19,73 méter hosszú, falai 81-85 cm vastagságúak.[23] A bútorzat „kálvinistaszürke” színű. A kórus alatti deszkasoron népies festmények vannak.[23]
- Harangláb